# Le Mesnil-Simon (Eure i Loir)
Le Mesnil-Simon és un municipi francès, situat al departament de l'Eure i Loir i a la regió de Centre – Vall del Loira. L'any 2007 tenia 492 habitants.

## Demografia

### Població
El 2007 la població de fet de Le Mesnil-Simon era de 492 persones. Hi havia 169 famílies, de les quals 20 eren unipersonals (8 homes vivint sols i 12 dones vivint soles), 63 parelles sense fills, 82 parelles amb fills i 4 famílies monoparentals amb fills.
La població ha evolucionat segons el següent gràfic:
Habitants censats

### Habitatges
El 2007 hi havia 198 habitatges, 172 eren l'habitatge principal de la família, 18 eren segones residències i 8 estaven desocupats. 197 eren cases i 1 era un apartament. Dels 172 habitatges principals, 157 estaven ocupats pels seus propietaris, 14 estaven llogats i ocupats pels llogaters i 2 estaven cedits a títol gratuït; 1 tenia una cambra, 3 en tenien dues, 24 en tenien tres, 41 en tenien quatre i 104 en tenien cinc o més. 135 habitatges disposaven pel capbaix d'una plaça de pàrquing. A 51 habitatges hi havia un automòbil i a 116 n'hi havia dos o més.

### Piràmide de població
La piràmide de població per edats i sexe el 2009 era:
| Homes | Edats   | Dones |
| ----- | ------- | ----- |
| 0     | 95 o +  | 1     |
| 0     | 90 a 94 | 1     |
| 1     | 85 a 89 | 3     |
| 2     | 80 a 84 | 1     |
| 10    | 75 a 79 | 4     |
| 8     | 70 a 74 | 7     |
| 3     | 65 a 69 | 4     |
| 1     | 60 a 64 | 3     |
| 7     | 55 a 59 | 4     |
| 29    | 50 a 54 | 22    |
| 18    | 45 a 49 | 17    |
| 13    | 40 a 44 | 8     |
| 19    | 35 a 39 | 22    |
| 13    | 30 a 34 | 13    |
| 11    | 25 a 29 | 17    |
| 16    | 20 a 24 | 5     |
| 13    | 15 a 19 | 12    |
| 15    | 10 a 14 | 15    |
| 15    | 5 a 9   | 15    |
| 8     | 0 a 4   | 8     |

## Economia
El 2007 la població en edat de treballar era de 338 persones, 268 eren actives i 70 eren inactives. De les 268 persones actives 261 estaven ocupades (142 homes i 119 dones) i 7 estaven aturades (5 homes i 2 dones). De les 70 persones inactives 23 estaven jubilades, 26 estaven estudiant i 21 estaven classificades com a «altres inactius».

### Ingressos
El 2009 a Le Mesnil-Simon hi havia 181 unitats fiscals que integraven 523 persones, la mediana anual d'ingressos fiscals per persona era de 21.652 €.

### Activitats econòmiques
Dels 26 establiments que hi havia el 2007, 1 era d'una empresa de fabricació d'elements pel transport, 2 d'empreses de fabricació d'altres productes industrials, 7 d'empreses de construcció, 5 d'empreses de comerç i reparació d'automòbils, 2 d'empreses d'informació i comunicació, 2 d'empreses immobiliàries, 4 d'empreses de serveis, 1 d'una entitat de l'administració pública i 2 d'empreses classificades com a «altres activitats de serveis».
Dels 8 establiments de servei als particulars que hi havia el 2009, 2 eren tallers de reparació d'automòbils i de material agrícola, 1 paleta, 4 fusteries i 1 agència immobiliària.
L'any 2000 a Le Mesnil-Simon hi havia 7 explotacions agrícoles que ocupaven un total de 504 hectàrees.

## Equipaments sanitaris i escolars
El 2009 hi havia una escola elemental integrada dins d'un grup escolar amb les comunes properes formant una escola dispersa.

## Poblacions més properes
El següent diagrama mostra les poblacions més properes.